# Конституция Хорватии
Конституция Хорватии (хорв. Ustav Republike Hrvatske) — основной закон Республики Хорватия, принятый парламентом Хорватии 22 декабря 1990 года. Конституция заменила собой Конституцию Социалистической республики Хорватия, действовавшей в СФРЮ. Парламент, принявший Конституцию, был избран в апреле 1990 года на первых свободных многопартийных выборах. Поскольку Конституция была принята в канун Рождества она иногда неформально именуется «Рождественской конституцией» (хорв. Božićni ustav). В 1997, 2000 и 2001 годах в текст Конституции был внесён ряд изменений, в частности, касающихся преобразования двухпалатного парламента в однопалатный и ограничения власти Президента страны.

## История

### Хорвато-венгерское соглашение
Старейшая хорватская конституция была создана в 1868 году в рамках подписания хорвато-венгерского соглашения, известного также как «Нагодба» (хорв. Nagodba- соглашение). Годом ранее был заключён Австро-венгерский компромисс, согласно которому Австрийская империя преобразовывалась в двуединую монархию Австро-Венгрию. Территория Хорватии по этому соглашению относилась к Транслейтании (то есть Венгерскому королевству).
Австро-венгерский компромисс вызвал резкий протест в Хорватии, не желавшей подчинятся венграм. Хорвато-венгерское соглашение 1868 года было компромиссом, Хорватия оставалась в Транслейтании, но получала существенную автономию. Конституция была одобрена венгерским парламентом с одной стороны, и парламентом Хорватии, Славонии и Далмации с другой. Согласно Конституции большая часть государственных дел Хорватии находилась под контролем расширенного венгерского парламента (в этот период существовал собственно венгерский парламент, хорватский парламент, и расширенный венгерский парламент, куда входили делегаты от Хорватии, но большинство составляли венгры). Самостоятельно вели дела и не находились под венгерским контролем хорватские департаменты внутренних дел, религии и образования, департамент юстиции, департамент национальной экономики (только в 1914—1918 годах). Согласно Конституции 55 % налогов, собранных в Хорватии, поступали в общую казну, 45 % оставались в Хорватии. Правительство Хорватии возглавлял бан, который получал пост от венгерского парламента после утверждения императором.
В последних числах октября 1918 года парламенты Хорватии и Венгрии проголосовали за прекращение союза между странами . Хорватия вошла в состав Королевства Югославии, где у неё не было собственной конституции.

### СФРЮ
После окончания Второй мировой войны Хорватия вошла в состав СФРЮ и как все республики федерации имела собственную Конституцию. Первая Конституция была принята в 1947 году, вторая в 1963 году. Существенной разницы между этими Конституциями не было, основное различие связано с изменением названия республики — Народная Республика Хорватия в Конституции 1947 года и Социалистическая Республика Хорватия в Конституции 1963 года.

## Структура
Конституция Республики Хорватии состоит из восьми частей (139 статей). По Конституции 1990 года Хорватия являлась президентско-парламентской республикой, однако после изменений 2000 и 2001 года правительство страны стало подотчётно Палате представителей Хорватского сабора, что означало переход к парламентской форме правления.
Составной частью Конституции, принятой 22 декабря 1990 года, являются ряд более поздних Конституционных законов: «О правах и свободах человека и правах этнических и национальных сообществ или меньшинств в Республике Хорватия»(1991), «О сотрудничестве Республики Хорватия с Международным судом ООН»(1996), «О Конституционном суде Республики Хорватия» (1999).
- Часть I («Исторические основы») — изложение истории развития государственности и обоснование исторического права на суверенитет.
- Часть II («Основные положения») — основополагающие характеристики государства и общества.
- Часть III («Основные свободы и права человека и гражданина») — права и свободы личности, уважение к правам национальных меньшинств.
- Часть IV («Организация государственной власти») — структура государственных органов.
- Часть V («Конституционный суд Республики Хорватия») — деятельность Конституционного суда.
- Часть VI («Организация местного самоуправления и управления») — административно-территориальное деление и местное самоуправление.
- Часть VII («Международные отношения») — порядок заключения международных договоров и вступления страны в международные союзы.
- Часть VIII («Изменение Конституции») — регламент внесения изменений в Основной закон.

## Исторические основания
Первая часть конституции провозглашает историческое право хорватского народа на собственное государство. Согласно преамбуле оно основывается на тысячелетней национальной самобытности и государственности хорватского народа, подтвержденной всем ходом исторического развития в различных государственных формах и развитием идеи об историческом праве хорватского народа на полный государственный суверенитет.
В подтверждение этого Конституция выдвигает следующие исторические основания:
- Создание хорватских княжеств в VII веке;
- Средневековое самостоятельное хорватское государство, основанное в IX веке;
- Королевство Хорватия, основанное в X веке;
- Сохранение хорватского государственного субъективизма в составе хорватско-венгерской личной унии;
- Самостоятельное и суверенное решение хорватского Сабора в 1527 году об избрании короля из династии Габсбургов;
- Самостоятельное и суверенное решение хорватского Сабора о Прагматической санкции в 1712 году;
- Заключительные решения хорватского Сабора в 1848 году о восстановлении целостности Триединого королевства Хорватия под властью бана;
- Хорвато-венгерское соглашение 1848 года об урегулировании отношений между Королевством Далмация, Хорватия и Славония и Королевством Венгрия;
- Постановление хорватского Сабора от 29 октября 1918 года, принятое на основании исторического и естественного права нации, о расторжении государственно-правовых отношений с Австро-Венгрией и об одновременном вхождении самостоятельной Хорватии в состав Государства словенцев, хорватов и сербов;
- Факт, что решение Народного веча Государства СХС об объединении с Сербией и Черногорией в Королевство сербов, хорватов и словенцев (1 декабря 1918 года), провозглашенное королевством Югославия 3 октября 1929 года, никогда не было санкционировано хорватским Сабором;
- Основание в 1939 году Хорватской бановины, которая возродила хорватскую государственную самобытность в королевстве Югославия;
- Восстановление в период Второй мировой войны основ государственной суверенности, выраженное вопреки провозглашению независимого государства Хорватия (1941 год), в решениях Земельного антифашистского вече народного освобождения Хорватии (1943 год), а затем в Конституции Народной Республики Хорватии 1947 года и позднее в Конституциях Социалистической Республики Хорватии (1963—1990 годы)

В более поздних редакциях Конституции было добавлено положение о том, что проведением первых демократических выборов в 1990 году, принятием Конституции Республики Хорватии и победой в Отечественной войне 1991—1995 гг. хорватский народ выразил свою решимость и готовность восстановить Республику Хорватию как самостоятельное и независимое, суверенное и демократическое государство.

## Критика
Конституция 1990 года была принята через несколько месяцев после начала противостояния между хорватами и сербами, составлявшими большинство населения в ряде хорватских регионов. В августе 1990 года сербы Книнской Краины блокировали баррикадами дорожное сообщение (т. н. «революция брёвен») и провозгласили Сербскую Автономную Область Книнская Краина.
На фоне этих событий Рождественская конституция провозглашала Хорватию «Государством хорватов и национальных меньшинств, проживающих в Хорватии», в то время как в прежней конституции говорилось о Хорватии, как о родине для хорватов, сербов и национальных меньшинств, проживающих в Хорватии. Ликвидация прямого упоминания о сербах в новой редакции послужило одним из официальных поводов для сербского восстания в Хорватии, начавшегося за 4 месяца до этого.
В 1997 году спорная фраза, которая подвергалась критике, была ещё раз изменена и стала гласить, что Хорватия — государство хорватского народа и национальных меньшинств, проживающих в Хорватии: сербов, чехов, словаков, итальянцев, венгров, евреев, немцев, австрийцев, украинцев, русинов и других.